# Spieler, Soldaten und Vagabunden

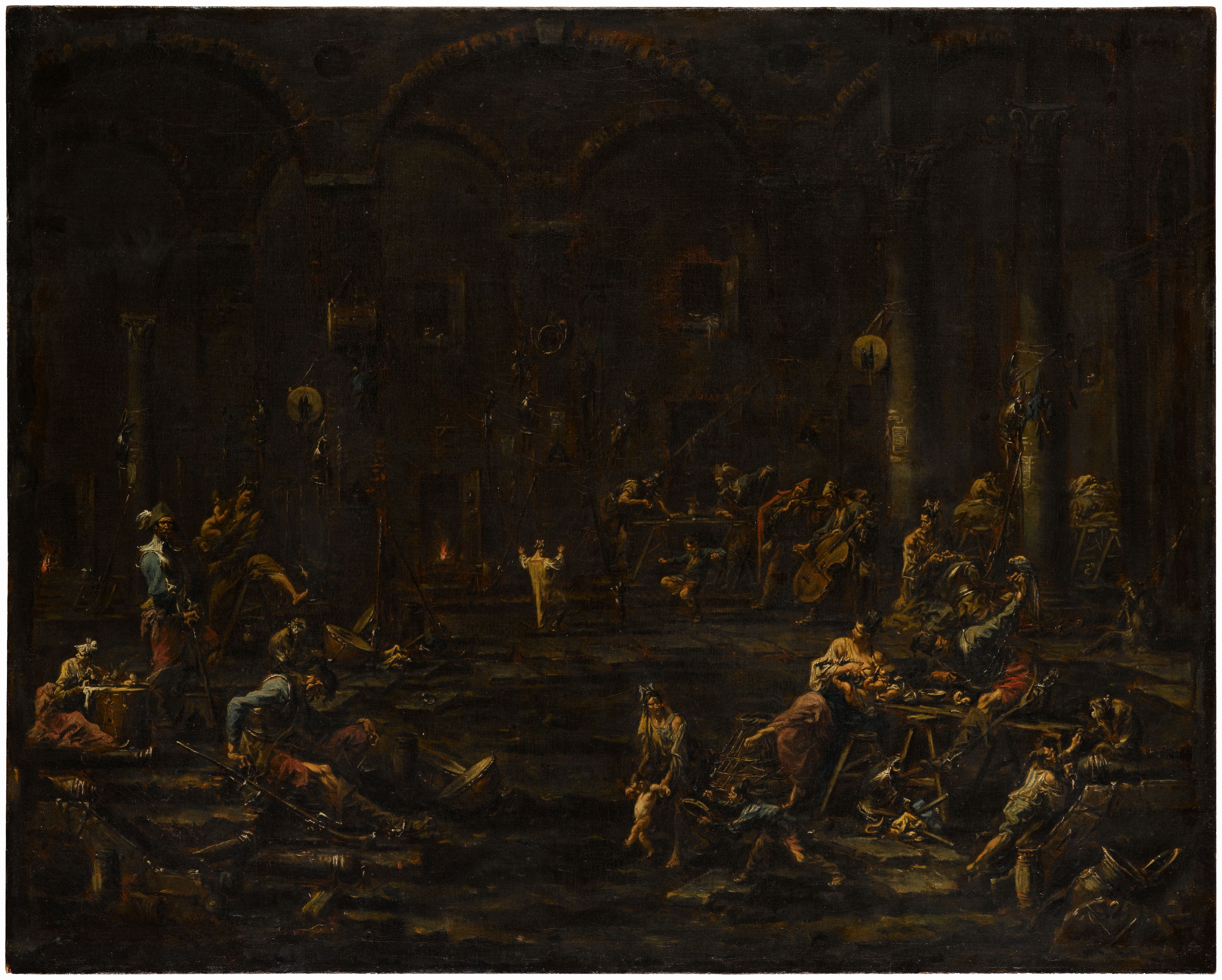
Alessandro Magnasco (1667–1749): Spieler, Soldaten und Vagabunden 1720/1730

Spieler, Soldaten und Vagabunden (auch: Rest of the Comedians) ist ein Gemälde des italienischen Malers Alessandro Magnasco aus den 1730er Jahren. Es gehört zur Genremalerei und zeigt eine Gruppe von Komödianten in einer Ruhepause zwischen ihren Aufführungen. Das Werk ist ein Beispiel für Magnascos charakteristischen Stil, der sich durch expressive Pinselführung, dramatische Lichtführung und eine dynamische Komposition auszeichnet.

## Beschreibung
Das Gemälde wurde in Öl auf Leinwand ausgeführt und misst 118,7 × 149,6 cm. Es zeigt eine Gruppe fahrender Schauspieler und Musiker, die sich in einem düsteren, steinernen Kellergewölbe aufhalten. Die Szene ist in mehrere Gruppen unterteilt, die sich über das Bild verteilen und dabei nicht direkt miteinander interagieren.
In der linken Bildhälfte sitzt eine Gruppe von Soldaten auf Stufen oder lehnt stehend an den Mauern des Raumes. Um sie herum sind verschiedene Gegenstände verstreut, darunter Musikinstrumente und Waffen, insbesondere mehrere Trommeln. Rechts davon befindet sich eine Gruppe von Frauen mit spielenden Kindern. Hinter ihnen auf hölzernen Plattformen sitzen Musiker, die Cello und Violine spielen. Ein Teil der Komödianten ist an einem Tisch versammelt und mit Würfel- oder Kartenspielen beschäftigt. Im Zentrum der Szene stehen zwei ausgelassen tanzende Kinder, die den Blick des Betrachters auf sich ziehen.
Die Darstellung vermittelt eine unruhige, chaotische Atmosphäre. Die Anordnung der Gruppen ist nicht symmetrisch, wodurch Magnasco bewusst die Orientierung des Betrachters erschwert. Die flackernde Beleuchtung und die lebhaften, fast skizzenhaften Pinselstriche verstärken den Eindruck der Bewegung und Rastlosigkeit.

## Stil und Technik
Magnascos Malstil zeichnet sich durch eine außergewöhnliche Dynamik aus, die durch seine „al tocco“-Technik erreicht wird. Dabei werden Farben mit schnellen, energischen Strichen aufgetragen, sodass die Formen oft nur angedeutet erscheinen. Dies verleiht dem Werk eine skizzenhafte, expressive Wirkung, die es von der damals vorherrschenden akademischen Malweise unterscheidet.
Die Farbpalette ist überwiegend dunkel und von erdigen Tönen dominiert. Starke Licht-Schatten-Kontraste lassen einzelne Figuren und Objekte plastisch hervortreten, während andere in der Dunkelheit verschwinden. Diese Hell-Dunkel-Malerei erinnert an die Werke von Caravaggio, allerdings setzt Magnasco sie weniger für dramatische Effekte als vielmehr zur Strukturierung der Szene ein. Besonders auffällig ist die wiederholte Verwendung von Trommeln, die sich über das gesamte Bild verteilen und dem Werk einen rhythmischen Charakter verleihen.
Die Figuren selbst sind stark stilisiert. Magnasco verzichtet auf eine detaillierte anatomische Ausarbeitung und betont stattdessen expressive Gesten und Bewegungen. Diese Art der Überzeichnung verleiht dem Bild eine theatralische Qualität, die zu seinem Thema passt.

## Interpretation und Kontext
Das Gemälde thematisiert das Leben fahrender Schauspieler, eine gesellschaftliche Randgruppe, die im 17. und 18. Jahrhundert oft misstrauisch betrachtet wurde. Komödianten genossen zwar zeitweise große Popularität, hatten aber keinen festen gesellschaftlichen Status und mussten sich durch ständige Reisen ihren Lebensunterhalt verdienen.
Magnasco schildert diese Menschen nicht in einem Moment des Ruhms auf der Bühne, sondern in einer alltäglichen, fast beiläufigen Situation der Erschöpfung und Zerstreuung. Dabei zeigt er sie weder als verarmt noch als ausgelassen fröhlich – vielmehr scheint das Bild zwischen Melancholie und ruhelosem Treiben zu pendeln. Es gibt keine eindeutige erzählerische Struktur, was dem Werk eine gewisse Ambivalenz verleiht.
Die Szene enthält deutliche Bezüge zur niederländischen Genremalerei des 17. Jahrhunderts, insbesondere zur Kunst eines Adriaen Brouwer oder David Teniers. Diese Künstler waren bekannt für ihre Darstellungen von bäuerlichen Festen und Wirtshausszenen, in denen das derbe, oft exzessive Verhalten der Menschen thematisiert wurde. Magnasco übernimmt diesen realistischen Blick, fügt aber eine barocke Dramatik hinzu.

## Bedeutung innerhalb von Magnascos Werk
Obwohl Erholung der Komödianten viele typische Merkmale von Magnascos Kunst aufweist, zählt es nicht zu seinen bekanntesten Werken. Magnasco war vor allem für seine Darstellungen von Mönchen, Eremiten und biblischen Szenen berühmt. Dennoch ist das Gemälde ein wichtiges Beispiel für sein Interesse an gesellschaftlichen Außenseitern.
Der Kunsthistoriker Benno Geiger beschrieb Magnascos Stil als eine „auf malerischem Sehen aufgebaute Technik, die die Rhetorik zugunsten eines neuen Pathos verwirft“. Diese Einschätzung trifft auch auf Erholung der Komödianten zu: Anstatt einer idealisierten Darstellung bietet das Werk eine rohe, unmittelbare Momentaufnahme, die sich durch ihre emotionale Intensität auszeichnet.

## Provenienz
Die genaue Entstehungsgeschichte des Gemäldes ist nicht vollständig dokumentiert. Aufgrund stilistischer Merkmale wird es den späten Jahren Magnascos in Mailand zugeschrieben. Die Einflüsse der lombardischen Malerei sind in der dunklen Farbpalette und der dramatischen Komposition deutlich erkennbar.
Das Gemälde gehört der Staatsgalerie Stuttgart.